# 阿里夫阿都拉迪夫
阿里夫阿都拉迪夫（1989年8月22日—），全名穆罕默德·阿里夫·阿卜杜勒·拉迪夫，馬來西亞男子羽毛球运动员，傳媒通常簡稱阿里夫。其胞兄查基利和拉吉夫同為羽毛球运动员。

## 簡歷
2003年，阿里夫开始效力馬來西亞國家羽毛球隊青年队。2007年7月，阿里夫出戰亞洲青年羽毛球錦標賽，在团体赛男单比赛中曾击败中国的諶龙，但在男单决赛却输给对手，僅得亞軍；同年，他又在世界青年羽毛球錦標賽八强不敌日本的田兒賢一出局。
2008年，阿里夫正式入选馬來西亞國家羽毛球隊，曾仅次于李宗伟、张维峰和刘国伦之后成為國家隊第4號男单；但其後卻曾因战绩不佳，而被禁止参加全英赛。
2010年11月，阿里夫出战馬來西亞羽毛球國際挑戰賽，在男单决赛以1比2（21-19、10-21、13-21）不敌赛会6号种子、印尼名将的汤米·苏吉亚托，赢得亚军。
2011年11月，阿里夫出战馬來西亞羽毛球國際挑戰賽，在男单决赛以1比2（12-21、21-17、14-21）不敌赛会头号种子、印尼名将的阿兰夏·尤纳斯，赢得亚军。同年12月，他出战韓國羽毛球黃金大獎賽，在男单準决赛以0比2（14-21、10-21）不敌赛会6号种子、韩国名将的孫完虎。
2012年7月，阿里夫出战印尼羽毛球國際挑戰賽，在男单準决赛以0比2（23-25、14-21）不敌赛会头号种子、印尼名将的阿兰夏·尤纳斯。同年10月，他出战碧特博格羽毛球黃金大獎賽，在男单準决赛以1比2（10-21、21-17、15-21）不敌赛会2号种子、德国名将的马克·茨维布勒。同年12月，他出战韓國羽毛球黃金大獎賽，在男单準决赛以1比2（17-21、21-18、19-21）不敌韩国名将的李東根。
2013年7月，阿里夫感觉自己的成績开始停滯不前，認為是时候转换环境，於是宣布离开国家队。同年11月，阿里夫出战馬來西亞國際挑戰賽，在男單決賽以2比0（21-12、21-13）击败了印尼的Ivanudin Rifan Fauzin，奪得其首个國際挑戰賽男单冠军。
2014年4月，阿里夫出战紐西蘭羽毛球大獎賽，在男单準决赛以0比2（14-21、18-21）不敌赛会6号种子、中华台北新星的王子維。
2015年6月，阿里夫代表马来西亚参加新加坡举办的東南亞運動會羽毛球比賽，助马来西亚队赢得男子團體季军；此外，在男单金牌賽以0比2（8-21、9-21）不敌国家队的张维峰，赢得东运会男子单打银牌。同年7月，他代表馬來西亞瓜拉冷岳社区学院出戰韓國光州市舉行的世界大學生運動會羽毛球比賽，助马来西亚队赢得混合團體季军；此外，还与搭档劉雋程的男双準决赛以1比2（21-18、17-21、11-21）不敌中国的王懿律/张稳，赢得东运会男子雙打季军。
2016年5月，阿里夫出战越南羽毛球國際挑戰賽，在男单準决赛途中退赛。同年11月，他首次与海外选手、泰国的瓦差拉·布拉那古埃出战馬來西亞羽毛球國際挑戰賽，在男双準决赛以0比2（12-21、14-21）不敌赛会2号种子、中华台北强档的盧敬堯/楊博涵。
2018年4月，阿里夫与努·穆罕默德·阿茲林·阿尤布出战大阪羽毛球國際挑戰賽，在男双决赛以1比2（19-21、21-15、15-21）不敌东道主的橋本博且/佐伯祐行，赢得亚军。同年7月，他与努·穆罕默德·阿茲林·阿尤布出战俄羅斯羽毛球公開賽，在男双决赛因东道主退赛，夺得其首个超級100賽男双冠军。同年8月，他与努·穆罕默德·阿茲林·阿尤布出战越南羽毛球公開賽，在男双準决赛以0比2（12-21、18-21）不敌世锦赛冠军的高成炫/申白喆。同年9月，他与努·穆罕默德·阿茲林·阿尤布出战海得拉巴羽毛球公開賽，在男双準决赛因自己退赛。

## 个人生活

### 婚姻與家庭
阿里夫阿都拉迪夫的妻子是年小他五岁的印尼女羽好手鲁斯蒂娜达，在2019年瑞士巴塞尔即将进行的世锦赛赛事前公开恋情，并于2019年9月9日和10月5日在印马两地举办婚礼。

## 主要比賽成績
只列出曾進入準決賽的國際賽事成績：
| 年份   | 賽事                     | 公開賽級別 | 項目     | 拍檔                      | 成績   |
| ------ | ------------------------ | ---------- | -------- | ------------------------- | ------ |
| 2007年 | 亞洲青年羽毛球錦標賽     | 其他       | 男子單打 | －                        | 銀牌   |
| 2010年 | 馬來西亞羽毛球國際挑戰賽 | 國際挑戰賽 | 男子單打 | －                        | 亞軍   |
| 2011年 | 馬來西亞羽毛球國際挑戰賽 | 國際挑戰賽 | 男子單打 | －                        | 亞軍   |
| 2011年 | 韓國羽毛球黃金大獎賽     | 黃金大獎賽 | 男子單打 | －                        | 準決賽 |
| 2012年 | 印尼羽毛球國際挑戰賽     | 國際挑戰賽 | 男子單打 | －                        | 準決賽 |
| 2012年 | 碧特博格羽毛球黃金大獎賽 | 黃金大獎賽 | 男子單打 | －                        | 準決賽 |
| 2012年 | 韓國羽毛球黃金大獎賽     | 黃金大獎賽 | 男子單打 | －                        | 準決賽 |
| 2013年 | 馬來西亞羽毛球國際挑戰賽 | 國際挑戰賽 | 男子單打 | －                        | 冠軍   |
| 2014年 | 紐西蘭羽毛球大獎賽       | 大獎賽     | 男子單打 | －                        | 準決賽 |
| 2015年 | 東南亞運動會羽毛球比賽   | 其他       | 男子團體 | －                        | 銅牌   |
| 2015年 | 東南亞運動會羽毛球比賽   | 其他       | 男子單打 | －                        | 銀牌   |
| 2015年 | 世界大學運動會羽毛球比賽 | 其他       | 混合團體 | －                        | 銅牌   |
| 2015年 | 世界大學運動會羽毛球比賽 | 其他       | 男子雙打 | 劉雋程                    | 銅牌   |
| 2016年 | 越南羽毛球國際挑戰賽     | 國際挑戰賽 | 男子單打 | -                         | 準決賽 |
| 2016年 | 馬來西亞羽毛球國際挑戰賽 | 國際挑戰賽 | 男子雙打 | 瓦差拉·布拉那古埃         | 準決賽 |
| 2018年 | 大阪羽毛球國際挑戰賽     | 國際挑戰賽 | 男子雙打 | 努·穆罕默德·阿茲林·阿尤布 | 亞軍   |
| 2018年 | 俄羅斯羽毛球公開賽       | 超級100賽  | 男子雙打 | 努·穆罕默德·阿茲林·阿尤布 | 冠軍   |
| 2018年 | 越南羽毛球公開賽         | 超級100賽  | 男子雙打 | 努·穆罕默德·阿茲林·阿尤布 | 準決賽 |
| 2018年 | 海得拉巴羽毛球公開賽     | 超級100賽  | 男子雙打 | 努·穆罕默德·阿茲林·阿尤布 | 準決賽 |
| 2023年 | 加拿大羽毛球國際挑戰賽   | 國際挑戰賽 | 男子雙打 | Jonathan Lai              | 冠軍   |
| 2023年 | 加拿大羽毛球國際挑戰賽   | 國際挑戰賽 | 混合雙打 | 雷切爾·洪德里克           | 準決賽 |

| 2007-2017年 | 首要超級賽 | 超級賽 | 黃金大獎賽 | 大獎賽 | 國際挑戰賽 | 國際系列賽 | 未來系列賽 | 其他 |

| 2018-2026年 | 總決賽 | 超級1000賽 | 超級750賽 | 超級500賽 | 超級300賽 | 超級100賽 | 國際挑戰賽 | 國際系列賽 | 未來系列賽 | 其他 |

### 奧運會和世錦賽參賽紀錄
|          | 搭檔     | 2019 |
| -------- | -------- | ---- |
| 男子雙打 | 諾阿茲林 | 48強 |